# クリューゲル60
クリューゲル60はケフェウス座にある、赤色矮星2つで構成される連星系である。連星のうち大きいほうがクリューゲル60Aと呼ばれ、9.6等星。小さいほうがクリューゲル60Bと呼ばれ、通常11.5等星の閃光星である。2星間の平均距離は、ほぼ、太陽、土星間と同じ9.5AUで、これらの星は44.6年周期で共通重心を互いに公転する。
また、Bは短時間で輝度は2倍になり、僅か8分で通常に帰す珍しいタイプの閃光星で、ケフェウス座DO星という固有符号でも呼ばれる。 
クリューゲル60は0.126-0.130という離心率の楕円軌道で銀河系内をめぐり、中心からの距離は7-9キロパーセクと変化する。また、88,600年後には太陽に1.95パーセクまで接近する。 